# Willibald Schmaus
Willibald Schmaus (16. června 1912 – 27. dubna 1979) byl rakouský fotbalový obránce. Reprezentoval Rakousko a Německo.

## Kariéra
Za rakouskou reprezentaci odehrál 14 zápasů a zúčastnil se s ní Mistrovství světa ve fotbale 1934. Po anšlusu Rakouska odehrál 10 zápasů za německou reprezentaci a zúčastnil se s ní Mistrovství světa ve fotbale 1938. 
Na klubové úrovni hrál za First Vienna FC 1894.